# Società Calcio Faetano
Maillots
Actualités
Le SC Faetano est un club de football saint-marinais.

## Bilan sportif

### Palmarès
- Championnat de Saint-Marin
  - Champion : 1986, 1991, 1999

- Coupe de Saint-Marin
  - Vainqueur : 1993, 1994, 1998
  - Finaliste : 1991, 1995

- Supercoupe de Saint-Marin
  - Vainqueur : 1994

### Bilan européen
Note : dans les résultats ci-dessous, le score du club est toujours donné en premier
| Saison    | Compétition  | Tour            | Club         | Domicile | Extérieur | Total |
| --------- | ------------ | --------------- | ------------ | -------- | --------- | ----- |
| 2010-2011 | Ligue Europa | Deuxième tour Q | FC Zestafoni | 0 - 0    | 0 - 5     | 0 - 5 |

Légende
- Victoire ou qualification pour le tour suivant
- Match nul
- Défaite ou élimination de la compétition

## Entraineurs
Liste des entraineur.